# 8624 Kaleycuoco
A 8624 Kaleycuoco (ideiglenes jelöléssel (8624) 1981 ES9) a Naprendszer kisbolygóövében található aszteroida. Schelte J. Bus fedezte fel 1981. március 1-jén.